# 兰德里亚诺
兰德里亚诺（義大利語：Landriano），是意大利帕维亚省的一个市镇。总面积15平方公里，人口5949人，人口密度396.6人/平方公里（2009年）。国家统计（ISTAT）代码为018078。